# Hyloscirtus lascinius
Espèce
Synonymes
- Hyla lascinia Rivero, 1970 "1969"

Statut de conservation UICN

 LC  : Préoccupation mineure
Hyloscirtus lascinius est une espèce d'amphibiens de la famille des Hylidae.

## Répartition
Cette espèce se rencontre entre 1 250 et 1 700 m d'altitude sur le versant est de la cordillère Orientale et de la cordillère de Mérida, : 
- en Colombie dans le département de Norte de Santander ;
- au Venezuela dans les États de Mérida et de Táchira.

## Publication originale
- Rivero, 1970 "1969" : A new species of Hyla (Amphibia, Salientia) from the region of Paramo de Tama, Venezuela. Caribbean Journal of Science, vol. 9, no 3/4, p. 145-150.